# Kropiwnica (gmina Mońki)
Kropiwnica – wieś w Polsce, położona w województwie podlaskim, w powiecie monieckim, w gminie Mońki.
W latach 1975–1998 miejscowość administracyjnie należała do województwa białostockiego.
Starsze pokolenie mieszkańców Kropiwnicy w codziennych kontaktach sporadycznie posługuje się zanikającą gwarą języka białoruskiego, nazywaną przez nich językiem prostym. Stanowi to kuriozum, ze względu na fakt, iż mieszkańcy wsi nigdy nie wykształcili białoruskiej tożsamości narodowej i określają się jako Polacy. Z perspektywy dialektologicznej nazywani są oni mianem białoruskojęzycznych katolików bądź Białorusinami Sokólszczyzny. Kropiwnica stanowi jedną z najdalej wysuniętych na zachód miejscowości na mapie białoruskiego kręgu językowego.
Wierni kościoła rzymskokatolickiego należą do parafii św. Anny w Kalinówce Kościelnej.